# ビスカスカップリング

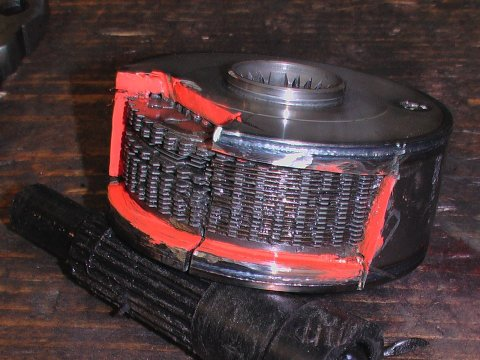
ビスカスカップリングの外殻をカットしたところ

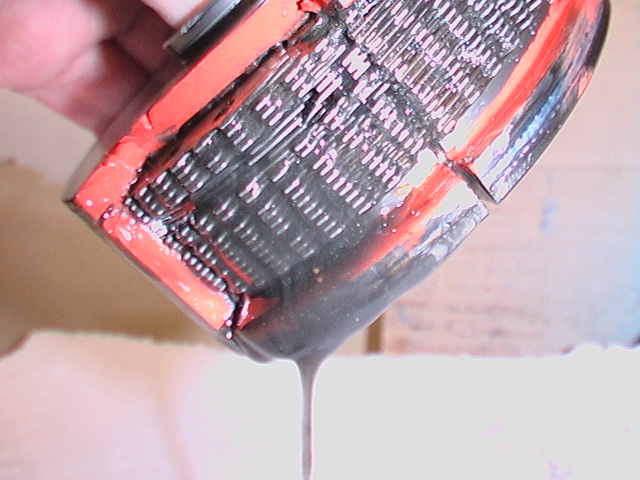
ビスカスカップリング内部に封入されているシリコンオイル

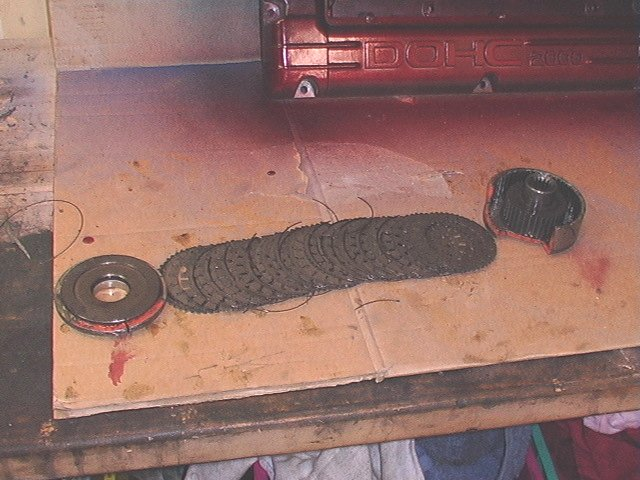
ビスカスカップリングのクラッチプレートを完全に分解したところ(イーグル・タロン(≒三菱・エクリプス))

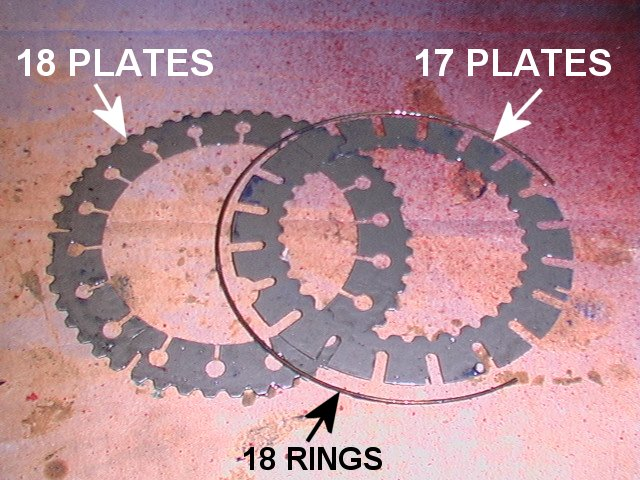
ビスカスカップリング内部のクラッチプレート

ビスカスカップリング（英: Viscous coupling、VC）は、高粘度シリコーンオイルのせん断（剪断）抵抗を利用した流体クラッチの一種である。

## 概要
基本構造は、頑丈な円筒形のケースの中に多数のクラッチプレートを収め、それと一緒に高粘度のシリコーンオイルが封入されている。ケースの軸方向から入力軸が挿入され、クラッチプレートと一つおきに結合されている。残りのプレートはケースと結合され、そのケースに出力軸が結合されている。構造が簡単で効き方も穏やかで扱いやすいため、リミテッド・スリップ・デフ (LSD) の差動制限装置として用いたり、スタンバイ式4WDの駆動力伝達に使用される。
動力伝達の媒体に特殊なシリコーンオイルを使用しているため、回転差が大きい状態が続くと発熱による体積膨張が発生し、カップリング内のクラッチプレート同士が圧着する。この状態をハンプ現象と呼ぶ。ハンプ状態では高い摩擦トルクが発生することから、ナンバー付き競技車（ラリー、ダートトライアル）用のセンターデフLSD等に初期からハンプ状態（コールドハンプタイプ）になっているものも存在したが、製品バラツキが大きく、競技車両以外の市販車には普及しなかった。
LSDとして使用した場合でも、差動制限への移行がスムーズかつ強すぎないことから運転感覚に違和感がないため、実用製品（生活四駆）として使用する雪国のユーザーからは好評であった。その反面、スポーツ走行では効果が弱いため競技指向のユーザーからは好まれず、そうした車両ではヘリカル式等に移行していった。
スタンバイ式4WDにおいても、ある程度回転差が発生しないと駆動力が伝達されない事や、パートタイム式などに比べると伝達力が弱い事、ABS作動時に発生する回転差にも反応してしまうため、上級車種では電子制御式のアクティブ・トルク・スプリット式に移行していった。一方、現在においてもコストをかけられない小型車や軽自動車では実用的で扱いやすい4WD用カップリングとして広く用いられている。

### 歴史
ビスカスカップリングは、元々は1960年代にフォーミュラ1に4WDの概念を持ち込み、ジェンセン・FFの開発にも携わったハリー・ファガーソンのファガーソン・リサーチにより初期の開発が始まり、同社の技術者であったトニー・ロルトが設立したFFデベロップメントにより1975年に発表されたビスカス式差動装置の概念が用いられている。ファガーソンやロルトの研究にはGKNドライブライン社やクライスラーも参加しており、これらの先行技術を元にファガーソンのライセンスを得て、1984年に西ドイツのユニ・カルダン社とZFフリードリヒスハーフェンが共同開発したのが、今日ではビスカスカップリングの名称で知られるビスコドライブであった。
このような経緯で登場したビスコドライブは、世界ラリー選手権向けの競技車両で最初に採用された。1984年に三菱・スタリオンのグループB向け試作車両である三菱・スタリオン4WDラリーにてセンターデフにビスカスカップリングを用いたフルタイム4WDが開発され、グループAでは1985年にフォード・シエラRSコスワースがビスコドライブ社製のビスカスカップリング式LSDを採用した。WRCでは1981年にアウディ・クワトロが参戦して以降4WDの優位性が認識され始め、ラリーレイドでも1984年にパートタイム方式ながらもポルシェ・953が活躍した。スタリオン4WDラリーはそのような経緯の中、アウディ・クワトロを打倒すべくクワトロ (四輪駆動システム)よりも効率的な伝達機構として、ビスコドライブと機械式LSDを組み合わせたフルタイム4WDを採用した。
スタリオン4WDラリーは試作のみで終わったが、市販車両では1986年（昭和61年）2月にフォルクスワーゲン・ゴルフIIにて、ゴルフ・シンクロシステムとして初採用され、同年5月には日産自動車の3代目パルサー（N13型）に、日本車では初採用となるビスカスカップリング式4WD、フルオート・フルタイム4WD 搭載車をラインナップした。しかし、ゴルフMk2、N13パルサー共にフルタイム4WDモデルはベースとなる前輪駆動モデルよりも本質的に高価であった為、ゴルフMk2シンクロは86年から89年までに僅か16000台余りが製造されたのみで、N13パルサーも登場当初は後述の通り限定販売モデルであり、カタログモデルとなったのは1988年式以降であった。
なお、日本では旧中島飛行機系列の栃木富士産業が母体となり、1973年（昭和48年）に英国GKNとの合弁会社GKNジャパンが成立。後にこのGKNジャパンが独ビスコドライブ社との合弁会社であるビスコドライブジャパン社を設立し、日本市場への製品の供給を行っている。

### 特殊な採用事例
1987年（昭和62年）に富士重工業（現・SUBARU）から発売された3代目スバル・レックスにツインビスコ4WDという複数の機能を有したものが存在した。これはトランスファーやプロペラシャフト上には前後輪の回転差を吸収する機構が一切なく、リアのデファレンシャルギア部にビスカスカップリングを「2個並列」にして一体化したものを採用し、タイトコーナーブレーキング現象の回避に加え、前後輪の駆動力配分と左右後輪のLSD機能を兼ねていた。
同年、3代目パルサー（N13型）にフロントデフ、センターデフ、リアデフの3箇所にそれぞれ独立したビスカスカップリングを配置したトリプルビスカス・フルオート・フルタイム4WDを限定車で発売（1988年のマイナーチェンジでカタログモデルとなる）し、後のアテーサへの技術的嚆矢となる。時を経て、1991年（平成3年）発売の9代目ブルーバード（U13型）にはトリプルビスカスのアテーサシステムが搭載され、この技術の系列としては頂点を迎えた。日産ではこれ以降、同社の高性能フルタイム4WD車の主力がATTESA E-TSへ移行したこともあり、現在ではこうした機構は採用されていない。

### 類似の製品
ビスカスカップリングはビスコドライブ社へのパテント料が発生するため、ビスコドライブ社との提携関係もしくはアンダーライセンスを持つ子会社を傘下に持つメーカー以外では、ビスカスカップリングに類似しながらも独自の差動形式を持つものがいくつか考案された。これらのカップリングはビスコドライブ社のパテントに抵触せず製造が簡単でより安価なものであったが、ビスコドライブ社の開発によりフォルクスワーゲンが採用した初期の大型ビスカスカップリングに比較するとレスポンスが悪く、かなりの回転差にならないと完全につながらなかったり、逆に繋がりが唐突であったりと、その普及の初期には洗練性に欠ける面が見られた。

#### ロータリーブレードカップリング
ロータリーブレードカップリング (Rotary Blade Coupling/RBC) は、ビスカスカップリングと類似したフリクションプレートを多数持つ構造を持ちながら、実際のクラッチ作動は流体の体積膨張ではなく、内部に設けられた3枚羽根のプロペラブレードの回転によって流体（シリコーンオイル）に発生する油圧を用いて行う形式のものである。前後軸に回転差が発生するとプロペラブレードが回転して、カップリング内の流体を攪拌する事で油圧が発生し、フリクションプレート（多板クラッチ）を押さえつける方向に油圧ピストンを作動させる事で差動制限が発生する。
始めにトヨタがトリブレード（Tri-blade = 3翔）カップリングとして発表し、その後トヨタを中心にビスコドライブ社とのパイプを持たないメーカーの多くでRBCの略称で今日でも幅広く採用されている。これらの非ビスコドライブ系メーカーの車種では、車重とエンジンのトルクが大きなものになると、RBCと類似した構造でプロペラブレードを電磁クラッチに置き換えた、電子制御式カップリングが用いられる場合が多い。また、近年では電磁クラッチとトリブレードの両方の直結機構を内蔵し、ドライバーの任意切り替えが可能な電磁ロック式RBCも高度な電子制御式スタンバイ4WDで採用されている。これらの製品の日本での代表的な製造メーカーはジェイテクトである。

#### デュアルポンプシステム
デュアルポンプシステム (Dual Pump System) とは、ホンダがリアルタイム4WDと名付けた、自社のFFベースのスタンバイ式4WDに採用するに用いている機構。カップリング本体はビスカスカップリングと類似したフリクションプレートを多数持つ構造（多板クラッチ）であるが、実際のクラッチ作動は流体の体積膨張ではなく、前後のプロペラシャフトの回転で駆動する2個の油圧ポンプの油圧を用いるものである。前後軸に回転差が無い時には2つの油圧ポンプはほぼ同じ回転数で回るため、カップリングへの油圧も安定した状態である。空転などで前輪の回転数が後輪を上回ると、フロントポンプがリアポンプよりも高速で回転し、この時発生する油圧差によってフリクションプレートを押さえつけ、後輪に駆動力を伝達する。
今日でもホンダがほぼ独占的に採用し続ける独自の形式であり、現在ではやや高級な車種向けにデュアルポンプにワンウェイカムユニットとパイロットクラッチを併用して更にレスポンスを高めたものも用いられている。

## 利点と欠点
ビスカスカップリングやRBCは筐体内部に密閉されたシリコーンオイルとフリクションプレート等のみで差動制限機構が成立するため、差動ギアや各種の差動制限装置のように必ずしもギアボックスに内蔵されてギアオイルで潤滑が行われる必要がなく、カップリングを単体でプロペラシャフトなどの中間に配置するだけでもセンターデフやLSDとして機能するため、スタンバイ式4WDシステムをより簡易に構成する事が可能となる。
その一方で、ビスカスカップリングを初めとするカップリングは、原則として通常の走行状態では前後軸の回転差が発生しておらず、悪路・雪道・スタックなどに起因する駆動輪のスリップなどの緊急事態にのみ差動制限を発生させる事を前提としているため、何らかの理由により長時間差動制限が発生し続ける状況が継続すると、内部のシリコーンオイルが高熱により急速に劣化・変質し、最終的には常時直結状態になるなどの状態の故障に至る。このような状態になると、カップリングからの異音の発生やタイトコーナーブレーキング現象の頻発などの深刻なドライバビリティ低下が発生する。こうした事態によりカップリング本体のリコールに発展した事例が日本車メーカーで散見された。
こうした事態を防ぐためには、通常走行時には4WDの前後軸あるいはLSDの左右のタイヤの回転差が極力発生しないように、タイヤサイズや空気圧の設定は純正指定を遵守する事が最善の策であり、空気圧変更やホイール交換を伴うインチアップ/インチダウンを行う際には細心の注意が必要となる。特にビスカスカップリングを採用する4WD車の前後軸に1つでも異なるタイヤを履くといったことはビスカスカップリングの過熱から車両火災に直結する禁忌事項でもあり、厳に慎むべき行為である。通常、日産自動車のアテーサE-TSなど後輪駆動をベースとした高性能なものを除いた、一般的なビスカスカップリングを採用する車種は4輪で全て同じものが原則であるが、稀な例として3代目日産・ラルゴのスタンバイ式4WD車のように、タイヤ外径は同一ながらも前後のホイールサイズが異なる構成を採る車種も存在するため、こうした車種のタイヤ交換の際には特に注意が必要である。
かつてJAFを初めとするロードサービスのレッカー車は片軸を吊り上げてけん引する形態を採っていたため、ビスカスカップリングを採用するスタンバイ式4WD車を牽引した場合、片軸のみが回転し続けることによりビスカスカップリングの破損を招く事例が発生した。そのため、今日のように全車輪の下にドリーを入れて牽引する方式が一般化するまでは、スタンバイ式4WD車の多くで特殊な操作により強制的に2WD状態とする機能が用意される場合があり、このような機能を持たない車種においては片軸持ち上げでの牽引は禁忌事項であるとされた。車検を取得する際の陸運局のスピードメーター及びブレーキ機能のテスターにおいても、片軸のみを回転させる機材しか用意されていない場合には、同様の事例を招く場合があり、このような場合にも前述の強制2WD切り換えが使用された。現在ではほぼ全ての陸運局が全軸駆動型のテスターを導入したため、このような機能は余り見られないものになっているが、今日においてもユーザー車検などにおいてドライバー自らが検査ラインに入る必要がある時は、フルタイム4WD対応の検査ラインである事を十分に確認する必要がある。